# ベリータ
『ベリータ』は、2004年10月21日から2010年6月30日まで毎日放送テレビ（MBSテレビ）で放送された情報番組。

## 概要
この番組は毎回映画やコンサート、ファッションなどに関する情報を伝えていた。番組タイトルの "VERITà" とは、イタリア語で「真実」「本当のこと」を意味する言葉である。

## 放送時間
時刻はいずれもJST。改編期などには若干の変動あり。
- 木曜 25時55分 - 26時25分 （2004年10月 - 2006年9月）
- 水曜 25時55分 - 26時25分 （2006年10月 - 2006年12月）
- 火曜 25時55分 - 26時25分 （2007年1月 - 2007年3月）
- 水曜 25時55分 - 26時25分 （2007年4月 - 2010年3月）
- 水曜 25時50分 - 26時20分 （2010年4月 - 2010年6月）

## 出演者

### 一部コーナー出演者
- 土岐田麗子
- 高井俊彦（ランディーズ）

### ベリータガール
- 蒼井さや
- 赤松悠実
- 伊藤みく
- 岡田唯
- 児玉菜々子
- 御秒奈々
- 佐咲愛
- 庄畑実恵
- 珠久美穂子
- 檜垣さゆり
- ほか

### ナレーター
- 長田和彦
- 上田悦子（MBSアナウンサー） → 前田阿希子（当時・MBSアナウンサー）

## 主な放送内容

### 番組前半
番組前半では「SPECIAL」と題し、週替わりで様々な企画を放送していた。以下に挙げるのは、単発で終わらずに定期的に放送されていた企画である。
KOBE COLLECTION 特集
神戸コレクションの舞台裏や、オーディションで選ばれたモデルが出演するまでのドキュメンタリーなどを放送する企画。
セレクトショップ Veriteria
土岐田麗子と高井俊彦が女性向けにデザインされたバックや化粧品などを紹介する企画。ここで紹介された商品は、番組公式の携帯サイトを通じて購入することができた。最終回直前の2010年6月23日放送分をもって「店じまい」となった。

### 番組後半
番組後半では以下の2コーナーを放送していた。
VERITà RECOMMEND
映画やコンサートの公演情報や、新商品の発売情報などを伝える企画。2008年9月までは「VERITà FLASH」と題して、それ以降は「ビビッ!!とくるエンタメ情報」と題して行われていた。
音楽寫真
七彩工房所属のフォトグラファーが撮影した写真をBGMに乗せて紹介する企画。